# Distretto di Oued Fodda
Il distretto di Oued Fodda è un distretto della provincia di Chlef, in Algeria, con capoluogo Oued Fodda.

## Comuni
Il distretto di Oued Fodda comprende tre comuni:
- Oued Fodda
- Beni Rached
- Ouled Abbes